# Херксхайм-бай-Ландау
Херксхайм-бай-Ландау (нем. Herxheim bei Landau/Pfalz) — община в Германии, в земле Рейнланд-Пфальц.
Входит в состав района Южный Вайнштрассе. Подчиняется управлению Херксхайм. Население составляет 10 482 человека (на 31 декабря 2010 года). Занимает площадь 29,12 км².

Герб коммуны Хаюна

Массовое захоронение более 500 человек культуры линейно-ленточной керамики в Херксхайме указывает на практику массовых убийств и каннибализма, существовавшую 7000 лет назад.